# Holly Dunn
Holly Suzette Dunn (San Antonio, 22 agosto 1957 – Albuquerque, 14 novembre 2016) è stata una cantante statunitense, esponente di musica country.

## Discografia
- 1986 - Holly Dunn
- 1987 - Cornerstone
- 1988 - Across the Rio Grande
- 1989 - The Blue Rose of Texas
- 1990 - Heart Full of Love
- 1991 - Milestones: Greatest Hits (raccolta)
- 1992 - Getting It Dunn
- 1995 - Life and Love and All the Stages
- 1997 - Leave One Bridge Standing
- 2003 - Full Circle